# Puerto Caicedo
Puerto Caicedo là một khu tự quản thuộc tỉnh Putumayo, Colombia. Thủ phủ của khu tự quản Puerto Caicedo đóng tại Puerto Caicedo Khu tự quản Puerto Caicedo có diện tích 864 ki lô mét vuông. Đến thời điểm ngày 28 tháng 5 năm 2005, khu tự quản Puerto Caicedo có dân số 11014 người.